# Copa Libertadores 1966
Navigation
Édition précédente Édition suivante
La Copa Libertadores 1966 est la 7e édition de la Copa Libertadores. Le club vainqueur de la compétition est désigné champion d'Amérique du Sud 1966 et se qualifie pour la Coupe intercontinentale 1966.
C'est le club uruguayen du Club Atlético Peñarol qui remporte la compétition cette année après avoir battu les Argentins de River Plate lors de la finale. C'est le troisième titre continental de Peñarol qui reprend seul la tête du classement des clubs les plus titrés. River Plate dispute quant à lui la première finale internationale de son histoire. Son attaquant vedette, Daniel Onega, termine meilleur buteur de l'épreuve avec un total de dix-sept réalisations, total qui n'a jusqu'à présent jamais été dépassé.
La compétition change radicalement de format puisque la CONMEBOL autorise les fédérations membres à aligner un deuxième représentant. Il y a ainsi dix-sept équipes engagées (l'Argentine envoie deux clubs plus le CA Independiente, tenant du titre alors que le Brésil et la Colombie n'engagent pas d'équipe). Dorénavant, il y a deux phases de poules : la première voit les deux premiers de chaque groupe se qualifier pour la suite alors que la seconde ne qualifie que deux clubs pour la finale. Le tenant du titre entre en lice lors du second tour de poules.

## Clubs participants
- CA Independiente - Tenant du titre
- Club Atlético Boca Juniors - Champion d'Argentine 1965
- Club Atlético River Plate - Vice-champion d'Argentine 1965
- Deportivo Municipal de La Paz - Vainqueur de la Copa Simón Bolivar 1965
- Club Deportivo Jorge Wilstermann - Finaliste de la Copa Simón Bolivar 1965
- Aucun[1]
- CF Universidad Chile - Champion du Chili 1965
- CD Universidad Católica - Vice-champion du Chili 1965
- Aucun [2]
- Club Sport Emelec - Champion d'Équateur 1965
- Club 9 de Octubre - Vice-champion d'Équateur 1965
- Club Olimpia - Champion du Paraguay 1965
- Club Guaraní - Vice-champion du Paraguay 1965
- Club Alianza Lima - Champion du Pérou 1965
- Club Universitario de Deportes - Vice-champion du Pérou 1965
- Club Atlético Peñarol - Champion d'Uruguay 1965
- Club Nacional de Football - Vice-champion d'Uruguay 1965
- Lara Futbol Club - Champion du Venezuela 1965
- Deportivo Italia - Vice-champion du Venezuela 1965

## Compétition

### Premier tour
| Rang | Équipe                         | Pts | J  | G | N | P | Bp | Bc | Diff |  | Résultats (▼ dom., ► ext.)     | RPl | Boc | UnD | DIt | ALi | Lar |
| ---- | ------------------------------ | --- | -- | - | - | - | -- | -- | ---- |  | ------------------------------ | --- | --- | --- | --- | --- | --- |
| 1    | Club Atlético River Plate      | 17  | 10 | 8 | 1 | 1 | 23 | 8  | +15  |  | Club Atlético River Plate      |     | 2-1 | 5-0 | 2-1 | 3-2 | 3-0 |
| 2    | Club Atlético Boca Juniors     | 14  | 10 | 7 | 0 | 3 | 19 | 9  | +10  |  | Club Atlético Boca Juniors     | 2-0 |     | 2-0 | 5-2 | 0-1 | 2-1 |
| 3    | Club Universitario de Deportes | 11  | 10 | 4 | 3 | 3 | 10 | 13 | -3   |  | Club Universitario de Deportes | 1-1 | 2-1 |     | 1-2 | 2-0 | 1-0 |
| 4    | Deportivo Italia               | 10  | 10 | 4 | 2 | 4 | 15 | 18 | -3   |  | Deportivo Italia               | 0-3 | 1-2 | 2-2 |     | 3-1 | 1-0 |
| 5    | Club Alianza Lima              | 4   | 10 | 2 | 0 | 8 | 9  | 16 | -7   |  | Club Alianza Lima              | 0-2 | 0-1 | 0-1 | 1-2 |     | 3-0 |
| 6    | Lara Futbol Club               | 4   | 10 | 1 | 2 | 7 | 5  | 17 | -12  |  | Lara Futbol Club               | 1-2 | 0-3 | 0-0 | 1-1 | 2-1 |     |

| Rang | Équipe                  | Pts | J | G | N | P | Bp | Bc | Diff |  | Résultats (▼ dom., ► ext.) | UCa | Gua | Oli | UCh |
| ---- | ----------------------- | --- | - | - | - | - | -- | -- | ---- |  | -------------------------- | --- | --- | --- | --- |
| 1    | CD Universidad Católica | 7   | 6 | 2 | 3 | 1 | 9  | 5  | +4   |  | CD Universidad Católica    |     | 2-0 | 0-0 | 2-2 |
| 2    | Club Guaraní            | 6   | 6 | 2 | 2 | 2 | 9  | 9  | 0    |  | Club Guaraní               | 3-1 |     | 2-0 | 1-1 |
| 3    | Club Olimpia            | 6   | 6 | 2 | 2 | 2 | 7  | 10 | -3   |  | Club Olimpia               | 0-4 | 3-3 |     | 2-0 |
| 4    | CF Universidad Chile    | 5   | 6 | 1 | 3 | 2 | 6  | 7  | -1   |  | CF Universidad Chile       | 0-0 | 2-0 | 1-2 |     |

| Rang | Équipe                           | Pts | J  | G | N | P | Bp | Bc | Diff |  | Résultats (▼ dom., ► ext.)       | Peñ | Nac | JWi | Dep | Eme | Oct |
| ---- | -------------------------------- | --- | -- | - | - | - | -- | -- | ---- |  | -------------------------------- | --- | --- | --- | --- | --- | --- |
| 1    | Club Atlético Peñarol            | 16  | 10 | 8 | 0 | 2 | 20 | 10 | +10  |  | Club Atlético Peñarol            |     | 3-0 | 2-0 | 3-1 | 4-1 | 2-0 |
| 2    | Club Nacional de Football        | 15  | 10 | 7 | 1 | 2 | 22 | 10 | +12  |  | Club Nacional de Football        | 4-0 |     | 3-0 | 4-1 | 1-0 | 3-1 |
| 3    | Club Deportivo Jorge Wilstermann | 10  | 10 | 4 | 2 | 4 | 14 | 14 | 0    |  | Club Deportivo Jorge Wilstermann | 1-0 | 0-0 |     | 3-0 | 2-1 | 4-1 |
| 4    | Deportivo Municipal de La Paz    | 9   | 10 | 4 | 1 | 5 | 21 | 22 | -1   |  | Deportivo Municipal de La Paz    | 1-2 | 3-2 | 1-1 |     | 4-1 | 5-1 |
| 5    | Club Sport Emelec                | 8   | 10 | 4 | 0 | 6 | 6  | 15 | -9   |  | Club Sport Emelec                | 1-2 | 0-2 | 3-1 | 2-1 |     | 2-1 |
| 6    | Club 9 de Octubre                | 2   | 10 | 1 | 0 | 9 | 13 | 31 | -18  |  | Club 9 de Octubre                | 1-2 | 2-3 | 3-2 | 3-4 | 0-4 |     |

### Deuxième tour
| Rang | Équipe                     | Pts | J | G | N | P | Bp | Bc | Diff |  | Résultats (▼ dom., ► ext.) | RPl | Ind | Boc | Gua |
| ---- | -------------------------- | --- | - | - | - | - | -- | -- | ---- |  | -------------------------- | --- | --- | --- | --- |
| 1    | Club Atlético River Plate  | 8   | 6 | 3 | 2 | 1 | 13 | 8  | +5   |  | Club Atlético River Plate  |     | 4-2 | 2-2 | 3-1 |
| 2    | CA IndependienteT          | 8   | 6 | 3 | 2 | 1 | 9  | 6  | +3   |  | CA IndependienteT          | 1-1 |     | 0-0 | 2-1 |
| 3    | Club Atlético Boca Juniors | 7   | 6 | 2 | 3 | 1 | 7  | 6  | +1   |  | Club Atlético Boca Juniors | 1-0 | 0-2 |     | 1-1 |
| 4    | Club Guaraní               | 1   | 6 | 0 | 1 | 5 | 5  | 14 | -9   |  | Club Guaraní               | 1-3 | 0-2 | 1-3 |     |

| Match de barrage | Club Atlético River Plate | 2 – 1 | CA Independiente |  |  |
| 10 mai 1966      | D. Onega · Cubilla        |       | Artime           |  |  |

| Rang | Équipe                    | Pts | J | G | N | P | Bp | Bc | Diff |  | Résultats (▼ dom., ► ext.) | Peñ | UCa | Nac |
| ---- | ------------------------- | --- | - | - | - | - | -- | -- | ---- |  | -------------------------- | --- | --- | --- |
| 1    | Club Atlético Peñarol     | 6   | 4 | 3 | 0 | 1 | 6  | 1  | +5   |  | Club Atlético Peñarol      |     | 2-0 | 3-0 |
| 2    | CD Universidad Católica   | 4   | 4 | 2 | 0 | 2 | 4  | 5  | -1   |  | CD Universidad Católica    | 1-0 |     | 1-0 |
| 3    | Club Nacional de Football | 2   | 4 | 1 | 0 | 3 | 3  | 7  | -4   |  | Club Nacional de Football  | 0-1 | 3-2 |     |

### Finale
| 12 mai 1966 | Club Atlético Peñarol  | 2 – 0 | Club Atlético River Plate | Stade Centenario, Montevideo                        |                                                     |
|             | Abbadie 74e · Joya 84e |       |                           | Spectateurs : 46 041 Arbitrage : Roberto Goicoechea | Spectateurs : 46 041 Arbitrage : Roberto Goicoechea |

| 18 mai 1966 | Club Atlético River Plate                 | 3 – 2 | Club Atlético Peñarol   | Estadio Antonio V. Liberti, Buenos Aires            |                                                     |
|             | D. Onega 37e · Sarnari 56e · E. Onega 69e |       | Rocha 35e · Spencer 53e | Spectateurs : 60 000 Arbitrage : José María Codesal | Spectateurs : 60 000 Arbitrage : José María Codesal |

| 20 mai 1966 | Club Atlético River Plate | 2 – 4 (a.p.) | Club Atlético Peñarol                       | Estadio Nacional, Santiago                      |                                                 |
|             | D. Onega 27e · Solari 42e |              | Spencer 65e 102e · Abbadie 71e · Rocha 109e | Spectateurs : 40 240 Arbitrage : Claudio Vicuña | Spectateurs : 40 240 Arbitrage : Claudio Vicuña |

| Vainqueur de la Copa Libertadores 1966 |
| -------------------------------------- |
| Club Atlético Peñarol Troisième titre  |